# Brem-sur-Mer
Localizat între stațiunile Sables-d'Olonne (15 km) și Saint-Gilles-Croix-de-Vie (15 km), Brem-sur-Mer este un oraș francez turistic, din departamentul Vendée, regiunea Pays de la Loire. 